# L'Aventure fantastique (film, 1955)
Pour le film de 1988, voir L'Aventure fantastique (film, 1988).
Pour plus de détails, voir Fiche technique et Distribution.
L'Aventure fantastique (Many Rivers to Cross) est un film américain réalisé par Roy Rowland, sorti en 1955.

## Synopsis
Bushrod Gentry est un trappeur, coureur des bois, célibataire et bien décidé à le rester même si les jeunes filles se jettent dans ses bras. Poursuivi par des Indiens il est blessé et sauvé par une jolie rousse, Mary-Jane Stuart escortée d'un paisible chaperon : un Indien de bon aloi. Mary-Jane amène Gentry dans sa famille pour le soigner et s'amourache de lui, bien décidée, elle, à en faire son époux. Elle lui tend des pièges et il ne peut faire face à ses 4 frères et à son imposant père. Le mariage a lieu. Les voilà partis vers les territoires inconnus du Nord, progressant de fuite en retrouvaille, de scène de ménage en scène de ménage. Jusqu'à ce que, lassée et humiliée, Mary Jane ne jette son alliance et ne reparte vers la ferme familiale, toujours accompagnée du fidèle Indien. Saisi de remords et d'un vague désir de vie conjugale voire familiale, Gentry se lance à sa poursuite. Revoilà les méchants Indiens dont les deux mariés récalcitrants viennent péniblement à bout, enfin prêts pour leur lune de miel.

## Fiche technique
- Titre original : Many Rivers to Cross
- Titre français : L'Aventure fantastique
- Réalisation : Roy Rowland
- Scénario : Harry Brown, Guy Trosper et Steve Frazee
- Photographie : John F. Seitz
- Montage : Ben Lewis
- Musique : Cyril J. Mockridge
- Société de production : Metro-Goldwyn-Mayer
- Pays d'origine : États-Unis
- Genre : western
- Durée : 94 minutes
- Date de sortie : 1955

## Distribution
- Robert Taylor (VF : Jean Davy) : Bushrod Gentry
- Eleanor Parker (VF : Claire Guibert) : Mary Stuart Cherne
- Victor McLaglen (VF : Fernand Rauzena) : Cadmus Cherne
- Jeff Richards: Fremont
- Russ Tamblyn : Shields
- James Arness: Esau Hamilton
- Alan Hale Jr. (VF : Claude Bertrand) : Luke Radford
- John Hudson : Hugh
- Rhys Williams: Lige Blake
- Josephine Hutchinson : Mme Cherne
- Sig Ruman (VF : Serge Nadaud) : Vendeur de lunettes
- Rosemary DeCamp : Lucy Hamilton
- Russell Johnson (VF : Jacques Beauchey) : Banks Cherne
- Ralph Moody : Sandak
- Abel Fernandez : Slangoh

Parmi les acteurs non crédités :
- Dorothy Adams : Mme Crawford
- Morris Ankrum : M. Emmett
- Robert Bice : Membre de l'expédition punitive
- Rudy Bowman : Trappeur
- Tom Fadden : Rafe
- Richard Garrick (VF : Abel Jacquin): révérend Ellis
- William Haade : Policier
- Louis Jean Heydt : Noah Crawford
- Darryl Hickman (VF : Michel François) : Miles Henderson
- Hank Patterson : Aubergiste
- Russell Simpson (VF : Jean Berton) : l'homme à l'auberge
- Marjorie Wood : Mme Emmett